# 阿羅邏伽藍
阿羅邏伽藍（巴利文與梵文：Āḷāra-Kālāma，Alara Kalama），又稱阿羅邏仙人、阿羅羅伽羅摩、阿囉拏迦羅摩、阿藍迦藍、阿羅邏、阿藍、羅迦藍、迦羅摩、迦蘭、伽藍、阿蘭，古印度數論派的一名上師，他曾經是釋迦牟尼的老師。

## 生平
據說他已經能進入無所有處定，與神我合一。他教導釋迦牟尼，如何以瑜伽進入無所有處定。釋迦牟尼進入無所有處定之後，對此仍然覺得不滿足，於是離開了阿羅邏伽藍的僧團，繼續自我修行。
相傳釋迦牟尼在證悟之後，想要與他分享他所得到的法，但當時阿羅邏伽藍已經去世。